# Stolnica Marijinega vnebovzetja, St. Pölten
Stolnica St. Pölten (tudi Stolnica Marije vnebovzete) je stolnica in od 1785 tudi stolnica škofije St. Pölten. Do razpada St. Pölten avguštinskega samostana leta 1784 je bila samostanska cerkev. Stavba se zdi kljub dobro ohranjenemu pozno romanskemu jedru, kot baročna stavba. 

## Zgodovina

### Prva zgradba
Začetki današnjega samostana St. Pölten (St. Hipolit) in s tem datumom cerkve segajo v obdobje okoli leta 800. V tem času so bratje Adalbert in Otakar iz samostana Tegernsee vzpostavili hčerinski samostan v St. Pöltnu. Benediktinci so prinesli relikvije Hipolita v St. Pölten, iz česar izhaja tudi sodobno ime mesta.  Od leta 828, je bil samostan v lasti škofije Passau. Dejavnost odtod odhajajočih misijonarjev je potekala še posebej po celotni  Velikomoravski, kjer so ustanovili cerkev  Hradiště sv. Hypolita (nemško Pöltenberg) v Znojmu. 
Ob napadu Madžarov okrog leta 907 je bil samostan skoraj popolnoma uničen. Šele po bitki pri Lechfeldu leta 955, je bil obnovljen. Prva pisna omemba samostana je v listini cesarja Otona II. iz leta  976, od škofa Pilgrima iz Passaua. Po nalogu škofa Altmanna iz Passaua je bil leta 1081 pretvorjen v avguštinski Chorherren in določi za patrona svetega Petra, kateremu je bil v 12. stoletju posvečen glavni oltar. Šefan in Hipolit sta ostala. 

### Današnja cerkev
Okoli 1150 je bila zgrajena triladijska cerkev brez transepta, z dvema stolpoma kot Westwerk, ki pa je bil po požaru že velikodušno obnovljen med letoma 1267-1280. To cerkev je posvetil škof Gebhard leta 1228, v čast Marijinega vnebovzetja, ki ji je posvečena tudi današnja stolnica.  Leta 1512 je bilo požgano celotno mesto, potem ko se je severni stolp porušil, ga niso nikoli obnovili.
Današnja podoba stolnice je bila zgrajena v 17. stoletju. Po požaru leta 1621 je bila sedanja stavba škofije oblikovan v zgodnjem baroku. Zadnji vrhunec v zgodovini arhitekture je vodil izkušeni nekdanji samostanski predstojnik Johann Michel. Bil je navdušen nad visoko baročnim sijajem sosednjih rezidenc kot na primer samostan Melk in našel v mestu živečega Jakoba Prandtauerja, podobno mislečega partnerja. Načrtovana je bila konverzija razširitve škofijske stavbe v drugem nadstropju in zunanji pogled na cerkev mora biti podobna samostanu Seitenstetten. Ta načrt ni bil v celoti izveden, predvsem zato, ker je vodja finančno skoraj bankrotiral, ko je odstopil leta 1739. Poleg velikodušne prenove celotne notranjosti, predvsem Daniela Grana in Bartolomea Altomonteja, je bil postavljeno le stolp in nova kupola.
1784 je bil samostan Jožef II. zaprl. 28. januarja naslednje leto, je papež Pij VI. sprejel papeška bula Inter plurimas in določil sedež škofije (stolnico) na novo ustanovljene škofije St. Pölten. 
Leta 1873 je župnik Joseph Kinzl ustanovil Katholischen patriotischen Volks- und Preßverein für Niederösterreich, ki je objavil St. Pöltner Boten. Na tej osnovi so nastali  Niederösterreichische Nachrichten in Spodnje avstrijska Pressehaus. 

### Razvoj
- pred 800: ustanovitev benediktinskega samostana (najstarejši samostan v Spodnji Avstriji). Verjetno prva cerkev.
- 1065: Prva posvetitev kolegijske cerkve Marijinega vnebovzetja
- 1150: Posvetitev od datuma (verjetno) triladijske bazilike brez transepta s 3 apsidami.
- 1276-1280 Velikodušna obnova in gradnja v pozno romanskem slogu po normanskem vzorcu (pozno romanski videz Rožnovenske kapele je mogoče videti danes). Ta stavba je še vedno je bila predelana v baroku z imitacijo marmorja in na novo obokana.
- 14. stoletja. Povečanje ladje in glavna apsida z gotskimi križnimi oboki; poznogotsko zahodno okno
- 1512 Severni stolp je uničil požar.
- 17. stoletja. Prva faza v baročnem slogu (predstojnik Johannes Fünfleutner). Okno v prezbiteriju, zgodnje baročni oltarji (visoko oltarno sliko "Marijino vnebovzetje" je naredil Tobias Pock (1658)
- 1693 Povečanje južnega stolpa.
- 18. stoletje. Zaključek v baročnem slogu notranjosti cerkve: obloga pozno romanske stavbe z imitacijo marmorja, banjast obok v ladji (Jakob Prantauer, kasneje Josef Mungenast) in kupole luči na hodnikih.
- 1739 arhitekturno slikarstvo (Antonio Tassi)
- 1736-1739 Visoke freske in
- 1740-1743 freske (Friedrich Gedon oblikoval Daniel Gran)
- 1746-1747 stranske oltarne slike (Daniel Gran)
- 1949-1950 nove kupolne freske v stranskih ladjah (Hans Alex Brunner)
- 1980-1983 Splošna obnova: prenova prezbiterija, nov Ljudski oltar.
- 2000 Nova bronasta vrata v glavnem portalu.
- 2000-05 obnova Rožnovenske kapele

(Vir: http://pfarre.kirche.at/stpoelten-dom/content/die-kathedralkirche-mari%C3%A4-himmelfahrt)

## Arhitektura

### Zunanjost
Tloris zunanje fasade je večinoma še od stavbe iz okoli leta 1150. Prvotno zgrajena kot triladijska bazilika, brez transepta je imela cerkev dva stolpa kot Westwerk in je bila radodarno obnovljena po požaru leta 1267-1280 v pozno romanskem slogu.
Stolnica je neposredno povezana s stavbo škofije in jo na severni strani cerkve zapre s križnim hodnikom. Kljub obsežni ohranitvi delov pozne romanske stavbe, je gradnja z mogočnim južnim stolpom z dvojno čebulasto kupolo in kupolaste luči nad južno stransko ladjo, označena kot baročna. Od pozne romanike stavbe so ohranjeni apsida in južna fasada.
Razen dveh kletnih nadstropij južnega stolpa, imata oba stolpa kvadraten tloris. Na westwerk fasadi je glavni portal stolnice z nadstvetlobo in prekinjenim trikotnim zatrepom. Na obeh straneh portala na ravni drugega nadstropja sta kipa: sveti Hipolit levo, desno Avguštin. 

### Notranjost
Notranjost cerkve je baročna, delo Jakoba Prandtauerja, Josepha Munggenasta, Daniela Grana in Bartolomea Altomonteja. Poslikani stropi so delno delo Thomasa Friedricha Gedona. 

## Umetniška dela
- Prižnica iz izrezljaenga in pozlačenega lesa, okoli 1720.
- Korni sedeži, 1722.
- Marijino vnebovzetje glavni oltar, Tobias Pock, 1658.
- Orgle, Johann Ignaz Egedacher, 1722.

## Orgle
Orgle, ki so delo švicarskega podjetja Metzler Orgelbau iz leta 1973, imajo  3. manuale in pedala ter 36 registrov. Prospekt izhaja iz izvirnika, ki ga je Johann Ignaz Egedacher izdelal  leta 1722.

## Zvonovi
Katedrala ima skoraj popolne zvonove iz obdobja baroka, ulite leta 1696 mojstra Mathiasa Priningerja iz Kremsu. Samo zvon 3 se je med prvo svetovno vojno izgubil in ga je bilo treba ponovno uliti po drugi svetovni vojni.
| Št.. | Ime                             | Nominal | Teža (kg) | Premer (cm) | Leto ulitja | Livar             |
| 1    | Immaculataglocke                | a0+2    | 4.318     | 189         | 1696        | Mathias Prininger |
| 2    | Zwölferin                       | cis1+0  | 2.223     | 151         | 1696        | Mathias Prininger |
| 3    | Bischofsjubiläumsglocke         | e1+2    | 1.066     | 120         | 1955        | Josef Pfundner    |
| 4    | Viertel- oder Armenseelenglocke | a1+0    | 516       | 93          | 1696        | Mathias Prininger |
| 5    | Speisglocke                     | cis2+0  | 264       | 73          | 1696        | Mathias Prininger |

Obstajata še dva druga manjša zvonova, ki pa ne zvonita.